# East Kennett
 (septembre 2023).
Pour les articles homonymes, voir Kennett.
East Kennett est une paroisse civile et un village du Wiltshire, en Angleterre.